# Alexa Wien
Alexa Wien (* 19. Januar 1957 in Neubrandenburg) ist eine deutsche Politikerin (PDS, später Die Linke).
Wien legte ihr Abitur in Neubrandenburg ab und machte danach die Erwachsenenqualifizierung zur Hotelfachfrau. Sie absolvierte ein Fernstudium der Ökonomie an der Fachhochschule Plauen und war bis 1991 Hotelfachfrau. Danach war sie Dozentin bei einem privaten Bildungsträger, Disponentin in einer Rehaklinik, Kurdirektorin in Zinnowitz sowie Projektleiterin verschiedener Projekte im Tourismus- und Landwirtschaftsbereich. Seit 2002 ist sie selbständig in einem regionalen Koordinierungsbüro tätig.
Wien wurde 1994 Mitglied der PDS-Fraktion der Gemeindevertretung Zinnowitz und 1999 Mitglied der PDS-Fraktion des Kreistages Ostvorpommern. Von 2002 bis 2006 gehörte sie dem Landtag von Mecklenburg-Vorpommern an.
Wien ist geschieden und Mutter zweier Kinder.